# Anchycteis velutina
Anchycteis velutina is een keversoort uit de familie Ptilodactylidae. De wetenschappelijke naam van de soort is voor het eerst geldig gepubliceerd in 1880 door Horn.